# 第八代特威代尔侯爵乔治·海

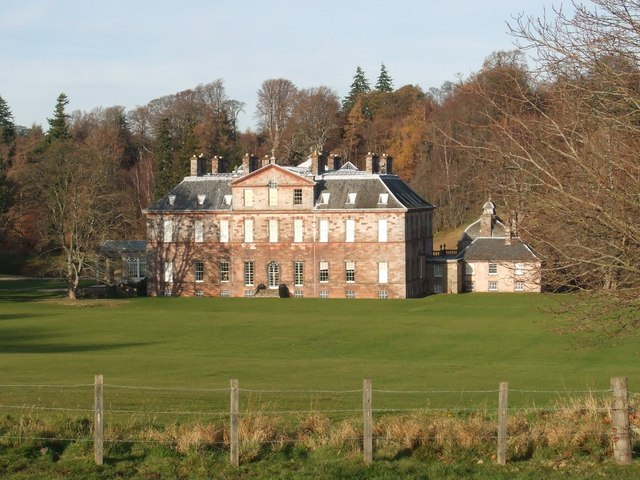
耶斯特庄园

第八代特威代尔侯爵乔治·海陆军元帅 KT，GCB（1787年2月1日—1876年10月10日）是一名英国军官和殖民地执政官。海曾在半岛战争中担任阿瑟·韦尔斯利的参谋，后在第二次波尔图战役中与韦尔斯利一起渡过杜罗河，击溃了苏尔特元帅的法国军队。海还参加了布萨科战役和维多利亚战役。半岛战争结束后，他参加了1812年战争，但在奇帕瓦战役中指挥第100（摄政王都柏林郡）步兵团时被俘。此后，海成为马德拉斯总督，同时担任马德拉斯军团司令，在这个职位上，海重建了马德拉斯驻军。

## 生活和军旅生涯
乔治·海出生于苏格兰爱丁堡的耶斯特庄园，是第七代特威代尔侯爵乔治·海和汉娜·夏洛特·梅特兰夫人（第七代劳德代尔伯爵詹姆斯·梅特兰的女儿）的长子。早年，海伊在爱丁堡的皇家高中接受教育，后于1804年6月被任命为第52（牛津郡）轻步兵团的一名少尉。在1804年8月继承他父亲的特威代尔侯爵头衔后，海于同年10月12日晋升中尉，并在约翰·摩尔爵士的指挥下在接受了他作为副官的第一次军事训练。1807年5月12日，海以上尉军衔加入掷弹兵卫队。

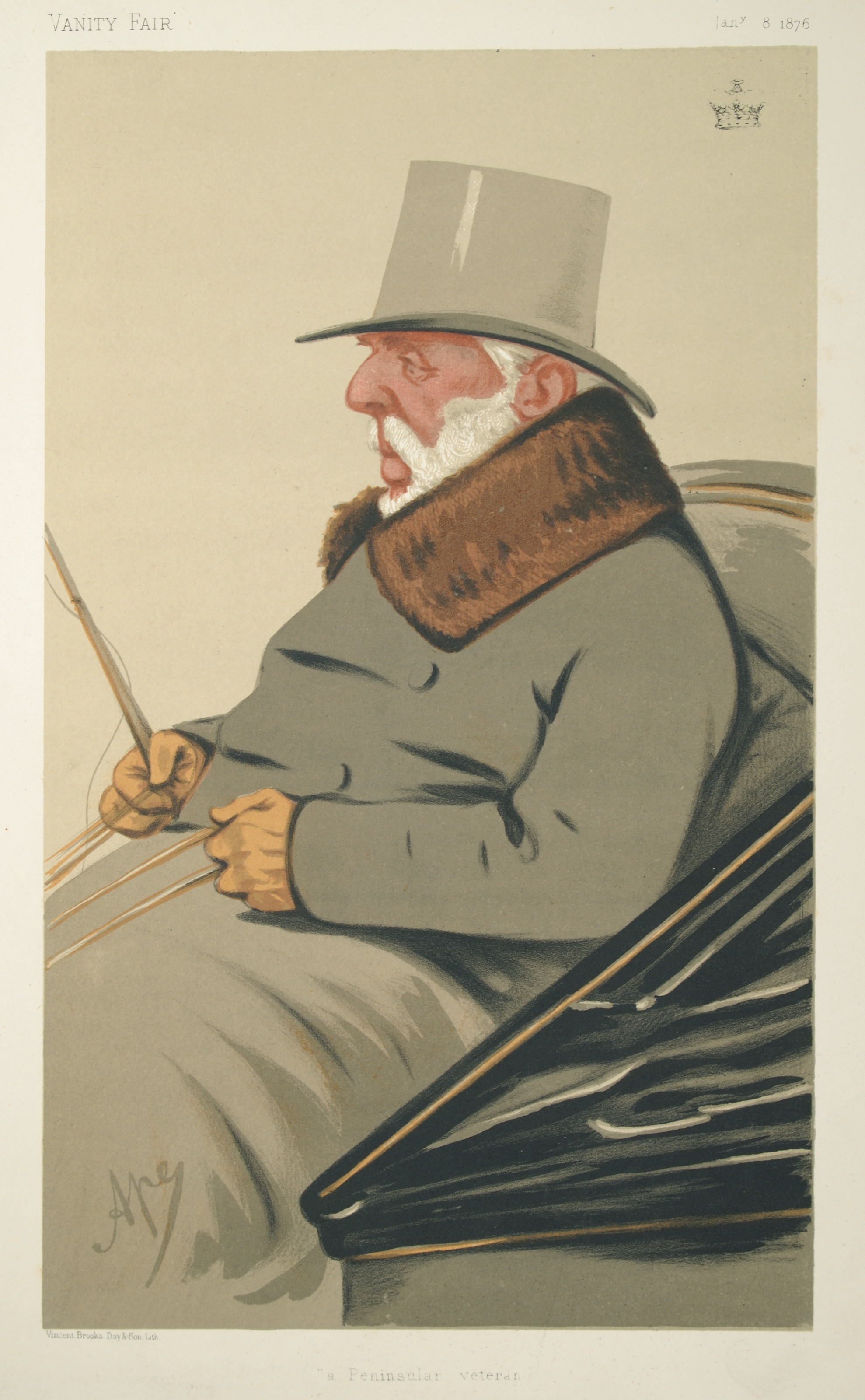
乔治·海驾驶马车的漫画

海在半岛战争中担任阿瑟·韦尔斯利参谋。1809年5月，海与韦尔斯利一起参加了第二次波尔图战役，当时他们在白天渡过了杜罗河，击溃了苏尔特在波尔图的法国军队。海在1810年9月的布萨科战役中担任副军需官助理。在第41（威尔士）步兵团中晋升少校后，海在1813年6月的维多利亚战役中担任军需官助理，并立即晋升中校。
除半岛战争的战事外，海还参加了1812年战争，并在1814年7月的奇帕瓦战役中指挥第100（摄政王都柏林郡）步兵团。当皇家苏格兰步兵团和第100步兵团的士兵向前推进时，英军自己的大炮不得不停止射击以避免误伤友军。与此同时，美军炮兵从发射圆弹改为发射筒弹，这对英军步兵造成了致命的打击。当英美两军相距不到100码时，美国陆军的温菲尔德·斯科特将军就将他的步兵旅编成“U”字形状，使他的侧翼部队能够在猛烈的交火中拦截英军的先头部队。海试图拼死抵抗，但最终还是被美军俘虏。1815年，海获得巴斯勋章。战争结束后，他回到苏格兰并修缮了他在耶斯特的家族庄园。从1818年到1820年，海担任苏格兰共济会执行官。1818年，海被选为苏格兰贵族代表，并于1820年获得蓟花勋章。1825年5月27日，海晋升上校，后于1837年5月10日晋升少将。与此同时，在他的庄园里，海开发了一种改良后的排水瓷砖制造方法，该方法于1839年10月获得专利。
1842年，海被任命为马德拉斯总督，并在威灵顿公爵的特别安排下担任马德拉斯军团司令，从而重返公职。在任职期间，海重组了马德拉斯军团的纪律，让该军团重返战备状态。1846年11月9日，海晋升中将。同一时间，海退出现役，并于同年再次回他在苏格兰的庄园。1854年6月20日，海晋升上将。并受邀加入1858年7月成立的皇家委员会，调查当时东印度公司的军队组织情况。1862年11月9日，海获得巴斯骑士指挥官勋章。1867年3月13日，海获得巴斯骑士大十字勋章，后于1875年5月29日晋升陆军元帅。
除正式军职外，海还曾担任第30（剑桥郡）步兵团、第42步兵团和第2（生命卫队）步兵团的荣誉团长。作为一个身体强壮的人，海曾经不间断地驾驶邮车从伦敦到哈丁顿。1876年10月10日，耶斯特庄园突发火灾，海在火灾中伤重不治，并被埋葬在苏格兰耶斯特圣卡斯伯特教堂的家族墓穴中。

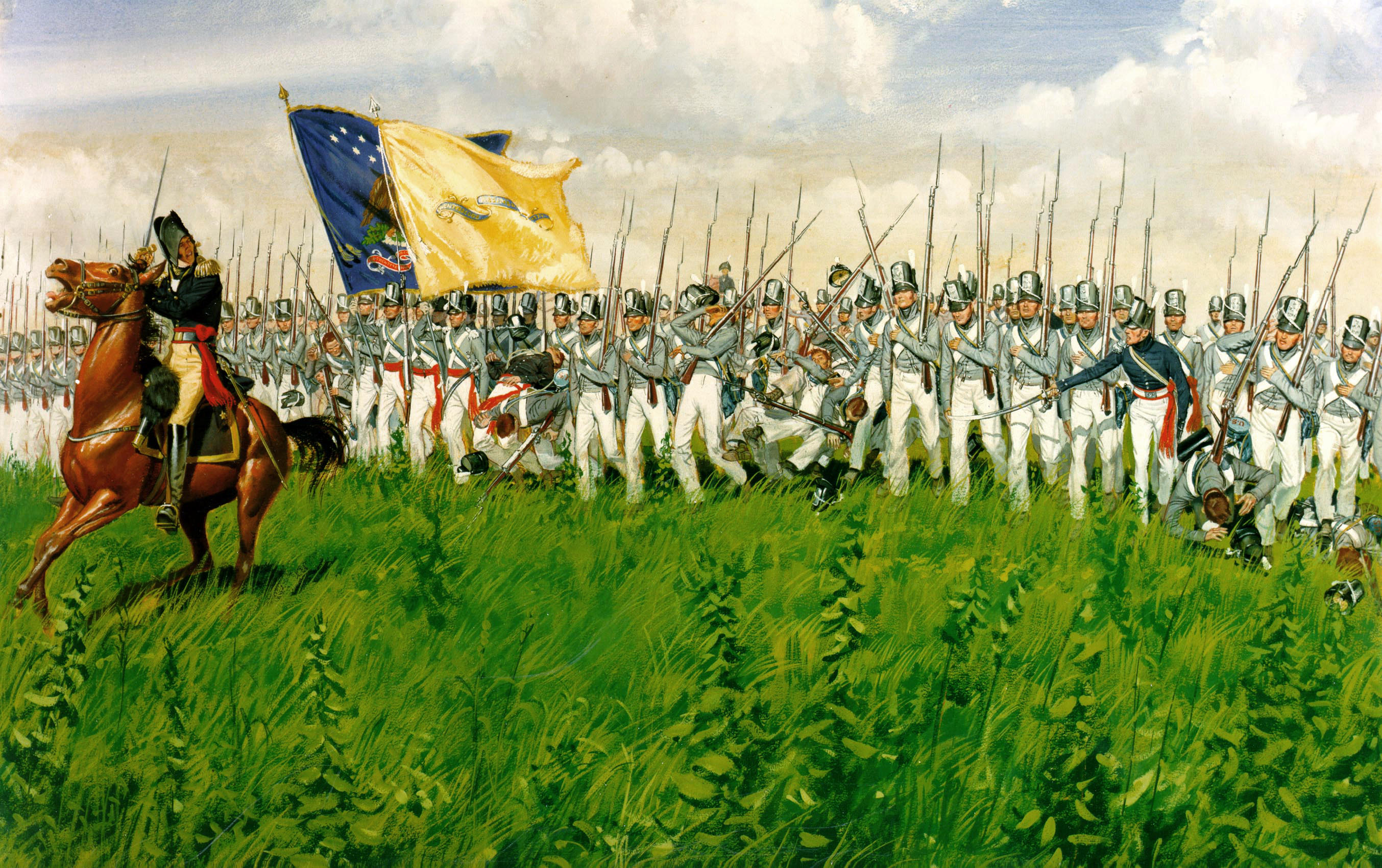
海伊在奇帕瓦战役中被俘

## 家庭
1816年，海与第五代曼彻斯特公爵的女儿苏珊·蒙塔古夫人（Lady Susan Montagu）结婚：夫妻二人有六个儿子和八个女儿：
- 苏珊·乔治亚娜·海夫人（Lady Susan Georgiana Hay，1817年3月13日 - 1853年5月6日），嫁给第一代达尔豪西侯爵
- 汉娜·夏洛特·海夫人（Lady Hannah Charlotte Hay，1818年4月12日 - 1887年11月10日）
- 路易莎·简夫人（Lady Louisa Jane，1819年7月29日 - 1882年9月9日）
- 伊丽莎白·韦尔斯利夫人（Lady Elizabeth Wellesley，1820年9月27日 - 1904年8月13日），嫁给第二代威灵顿公爵
- 吉福德伯爵乔治·海（George, Earl of Gifford，1822年4月22日 - 1862年12月22日），先于父亲离世
- 米利森特夫人（Lady Millicent，1823–1826年），夭折
- 吉福德伯爵和第九代特威代尔侯爵亚瑟·海（Arthur Hay, Earl of Gifford and 9th Marquess of Tweeddale，1824年11月9日 - 1878年12月29日）
- 第十代特威代尔侯爵威廉·蒙塔古（William Montagu, 10th Marquess of Tweeddale，1826年1月27日 - 1911年11月25日）
- 约翰·海勋爵（Lord John Hay，1827年8月23日 – 1916年5月4日）
- 简夫人（Lady Jane，1830年 – 1920年12月13日）
- 朱莉娅夫人（Lady Julia，1831–1915年)
- 查尔斯·爱德华勋爵（Lord Charles Edward，1833–1912年）
- 弗雷德里克勋爵（Lord Frederick，1835–1912年）
- 艾米丽夫人（Lady Emily Peel，1836年 – 1924年4月4日），嫁给第三代从男爵罗伯特·皮尔爵士